# Jan Šlechta ze Všehrd
Jan Šlechta ze Všehrd (auch Johannes Slechta, Iohannes Sslechta; * 24. Januar 1466 vermutlich in Blevice; † 29. August 1525 in Kostelec nad Labem) war ein tschechischer Humanist, Philosoph und Diplomat.

## Leben
Jan Šlechta ze Všehrd entstammte einer alten böhmischen Vladikenfamilie, der ze Všehrd (von Tschern), das unweit von Mašťov siedelte, ab. Viktorin Kornel ze Všehrd war sein Onkel. Nach seinem Studium an der Prager Universität, unter anderem unter Meister Řehoř Pražský, legte Šlechta 1484 seine Bachelorprüfung ab und trat als Zwanzigjähriger auf dem Hof in Budapest in Dienste des böhmischen Königs Vladislav. Hier übte er als Geheimrat der königlichen Kanzlei politischen Einfluss beim unentschlossenen Herrscher. Als Katholik war er entschiedener Gegner der Brüderunität und ein gewandter Redner, der oft mit Cicero verglichen wurde. Er unterhielt zahlreiche Kontakte mit bedeutenden Humanisten seiner Zeit, darunter Bohuslaus Lobkowicz von Hassenstein, der ebenfalls 1502 ein Jahr lang in Budapest tätig war oder Augustin Olomoucký, dem Deutschen Conrad Celtis und dem Italiener Girolamo Balbi.
1504 verließ er den königlichen Hof und ließ sich auf seinen eigenen Höfen nieder. Er verwaltete sein Rothenhauser Gutsbesitz, erwarb unter anderem 1508 vom Nikolaus Popel von Lobkowitz die Festung Drahobudice. Sei Hauptinteresse richtete er jedoch der Literatur zu. Er legte eine umfangreiche Bibliothek an, die nach seinem Tod wieder veräußert wurde. Von seiner eigenen Werken blieben nur Bruchstücke übrig, meist Gedichte oder Teile seiner Korrespondenz mit Erasmus von Rotterdam, Řehoř Hrubý z Jelení, Viktorin Kornel ze Všehrd. Sein wichtigstes philosophisches Werk Microcosmus ging verloren. In diesem Buch äußerte er in Anlehnung ans Werk von Marsilio Ficino die Ansicht, dass die kleine menschliche Welt analog zur großen Welt Gottes geschaffen wurde.
Das Grabmal des Humanisten befindet sich bei der Kirche des Hl. Martin in Kostelec.